# 泛自然神論
泛自然神論（pandeism）是將自然神論和泛神論合併起來的一種哲學觀點。這個觀點認為上帝在創造了宇宙和它存在的規則之後，將自己化身成宇宙以及世界萬物。泛自然神論起源於19世紀的德國的哲學思想界。
西元前6至前5世紀的古希臘哲學家赫拉克利特認為火是萬物之原：“一切事物都換成火，火也換成一切事物”，赫拉克利特首先採用邏各斯一詞，相信世界上有“普遍的理性”來指導大自然發生的每一件事。
2001年，漫畫跟書籍系列《呆伯特》的作者斯科特·亞當斯出版了《上帝的碎片》（God’s Debris）一書，書中他建立了與泛自然神論相關的一種哲學觀點。
泛自然神論的觀點在盤古神話中有所體現；在大部分關於盤古的傳說中都有提到：「盤古死去，身上的器官變化成天地間的萬物：身體變為高山，肌肉變成良田，血液成為江河，筋骨變成大路，牙齒變為玉石，皮毛變成草木……」
文池認為「在这里，人与天是平等和谐的，这就是说，它是泛自然神论或是无神论的，这是中国人文思想的一大特色。」；张道葵認為「泛自然神论的浪漫精神三峡文化的艺术原素是一种独特的理想浪漫精神，是纯朴粗犷、绚丽诡竒的。又是精萃的、理想的、充满对理想生活的憧憬与追求。」；王俊康認為「在叶梅的早期小说里那种泛自然神论的浪漫精神随处可见，其目的是在张扬人性，张扬泛自然神论下人性的自由。」並指出「撒忧」又叫「撒阳」、「撒野」、「撒尔嗬」，就是生长在泛自然神论文化时的生殖崇拜符号，撒野现象就是指土家情歌中那些强烈的生命冲动和人性张扬中所表现出来的野性美。